# Дударики
«Дуда́рики» — советский художественный фильм, снятый в 1979 году на киностудии имени А. Довженко.

## Сюжет
История о приключениях пастуха, который своими песнями и необычным голосом очаровывает всех, кто встречается на его пути: суровых комиссаров, разбойников, композиторов и, наконец, красавицу-рыбачку.

## В ролях
- Ярослав Гаврилюк — Григорий
- Наталья Сумская — Христина
- Богдан Ступка — Леонтович
- Фёдор Стригун — Стригун
- Фёдор Панасенко — Батурин
- Григорий Гладий — атаман
- Светлана Автухова — Явдошка
- Лидия Чащина — аккомпаниатор Леонтовича
- Константин Степанков — цыган
- В. Чуринов — Корнюха
- Анатолий Столбов — Горшков
- Виктор Мирошниченко — уполномоченный ЧК

## Музыка в фильме
- Композитор: Игорь Поклад
- Песня на стихи Михаила Ткача
- Государственный заслуженный симфонический оркестр УССР, дирижёр — Вадим Гнедаш
- Солист: Виктор Шпортько
- В фильме использованы хоровые миниатюры и песни в обработке Н. Д. Леонтовича.

## Награды
- Кинофестиваль «Молодость—80»: призов и наград удостоены исполнители главных ролей — Наталья Сумская и Ярослав Гаврилюк[1].
- Премии имени Н. Островского в 1984 году был удостоен режиссёр Станислав Клименко за фильмы «Весь мир в глазах твоих», «Дударики» и «Водоворот»[1].